# Riserva naturale orientata Pino d'Aleppo
La riserva naturale Pino d'Aleppo è un'area naturale protetta situata nei comuni di Vittoria, Ragusa e Comiso, in provincia di Ragusa ed è stata istituita nel 1990.

## Storia
La riserva è stata istituita con il D.A. n. 536/90 dell'Assessorato Territorio e Ambiente della Regione Siciliana, con lo scopo "... di salvaguardare le formazioni residue autoctone di Pinus halepensis e di ricostituire la pineta nelle aree a gariga degradata per azione dell'uomo".

## Territorio
La riserva ricade nei territori comunali di Vittoria, Comiso e Ragusa ed ha una estensione di circa 3000 ettari tra area di riserva (zona A) e area di preriserva (zona B). Comprende la parte finale del fiume Ippari, nella Piana di Vittoria, al limite sud occidentale dell'altipiano ibleo.

## Flora
La riserva ospita quella che può essere considerato l'ultimo insediamento di Pinus halepensis allo stato spontaneo in Sicilia.
Altre specie arboree presenti sono l'olivastro (Olea europaea subsp. olivaster) ed il carrubo (Ceratonia siliqua). Il sottobosco è rappresentato da specie tipiche della macchia mediterranea quali il lentisco (Pistacia lentiscus), l'ilatro (Phillyrea latifolia), l'alaterno (Rhamnus alaternus), nonché da sporadici esemplari di terebinto (Pistacia terebinthus), corbezzolo (Arbutus unedo), palma nana (Chamaerops humilis), calicotome (Calicotome spinosa), timo (Thymbra capitata), rosmarino (Rosmarinus officinalis), erica (Erica multiflora), ferula (Ferula communis), salsapariglia (Smilax aspera), ecc.

Nella fascia costiera della riserva vegetano la quercia spinosa (Quercus coccifera), il ginepro rosso (Juniperus phoenicea) e la ginestra bianca (Retama raetam).

Lungo le rive del fiume è presente la tipica vegetazione ripariale dei fiumi costituita da pioppi (Populus nigra e Populus alba), salici (Salix alba) e da folti canneti di Arundo donax.
Molto ricco il contingente delle orchidee selvatiche che annovera 32 entità differenti tra cui la rara Ophrys exaltata .

## Fauna
Tra i mammiferi presenti nella riserva vanno segnalati la donnola (Mustela nivalis), la volpe (Vulpes vulpes), il coniglio (Oryctolagus cuniculus), la lepre (Lepus europaeus), il riccio (Erinaceus europaeus), l'istrice (Hystrix cristata), il topo quercino (Eliomys quercinus), l'arvicola (Arvicola terrestris), nonché varie specie di pipistrelli.
Vi è poi una ricca varietà di uccelli tra cui si annoverano il cardellino (Carduelis carduelis), il verzellino (Serinus serinus), il merlo (Turdus merula) e l'upupa (Upupa epops), nonché numerose specie di rapaci sia diurni come poiana (Buteo buteo), gheppio (Falco tinnunculus), falco di palude (Circus aeruginosus), sia notturni (Athene noctua, Tyto alba). Negli stagni che si formano in prossimità della fascia costiera non è raro osservare specie di uccelli migratori quali l'airone cinerino (Ardea cinerea), la garzetta (Egretta garzetta), il cavaliere d'Italia (Himantopus himantopus), il germano reale (Anas platyrhynchos).
Tra i rettili, sono state segnalate numerose specie di serpenti tra cui il colubro leopardino (Elaphe situla), ramarri (Lacerta viridis), gongili (Chalcides ocellatus) e qualche raro esemplare di tartaruga boettgeri (Testudo hermanni). 
Tra gli anfibi sono presenti la rana verde (Rana esculenta) e il rospo (Bufo bufo). Merita infine una menzione la presenza del granchio di fiume (Potamon fluviatile).